# Niezbodzicze
Niezbodzicze (biał. Нязбодзічы; ros. Незбодичи) – agromiasteczko na Białorusi, w obwodzie grodzieńskim, w rejonie świsłockim, w sielsowiecie Niezbodzicze, przy granicy z Polską i przy linii kolejowej Andrzejewicze – Świsłocz.

## Historia
W dwudziestoleciu międzywojennym leżały w Polsce, w województwie białostockim, w powiecie wołkowyskim, w gminie Jałówka. 16 października 1933 utworzyły gromadę w gminie Jałówka. Po II wojnie światowej weszła w struktury ZSRR.
12 sierpnia 1942 w pobliżu linii kolejowej Niemcy rozstrzelali 46 mieszkańców Niezbodzicz - 40 mężczyzn i 6-osobową rodzinę żydowską.